# 松林康徳
松林 康徳（まつばやし やすのり、1985年8月19日 - ）は、神奈川県川崎市出身の高校野球指導者。
常総学院で野球部長を務め、生徒として在学した当時は3年生時に野球部主将だった。現役時代は右投右打。一塁手。

## 経歴
東京城南ボーイズから、常総学院へと入学する。しかし、中学3年時に松林のプレーを見た監督の木内幸男に「君は並の子。身の丈に合った学校に行ったほうがいい。」と現実を突きつけられた。
野球部入部後は、木内の前で素振りをしたり、声を出しているのが実を結んで、2年秋に背番号19を手にするも、過度の練習で左手首を疲労骨折してしまうが、声が大きいという理由で3塁コーチに任命された。
関東大会1回戦、宇都宮工との試合で代打として公式戦に初出場する。
3年生となった2003年春はベンチ外を告げられるも犬の小屋の掃除をしている最中に佐々木コーチ(現・常総学院監督)から、グラウンドに戻るよう指示され、木内から「メンバーに入れたい奴がいないからお前、背番号19な」と、言われ再びベンチ入りを果たす。県大会では左手首をテーピングで固定しながらも、優勝に貢献した。背番号3をもらった関東大会でも好調を維持し8強入りに貢献する。
同年夏の第85回全国高等学校野球選手権大会では、3回戦を突破して国体への出場を決めた後、準々決勝の鳥栖商戦前に木内から、「盗塁やバントのサインで勝ち上がってきたが、お前らが目立ってない、国体も決まったし。準々決勝はノーサインでいいだろう?」と言われ、松林は「ここまで来たら優勝したい、サインを出してください。必ず成功させます。」と訴えた。しかし、松林はホップフライを何度も打ち上げダグアウトで木内監督に「スッキリしたいから顔を殴ってください」と顔を突き出したという（木内は応じず）。
決勝戦で対戦相手の東北高等学校の投手ダルビッシュ有から安打を放って反撃の糸口を作り、チームはこの後逆転してこの夏限りで勇退する木内の有終の美を飾った。
高校卒業後は専修大学に進学。1年上で当時4年生の主将・松本哲也、長谷川勇也らの活躍で3年秋には入替戦に勝利して一部昇格。4年春は自身が主将として1部リーグを迎えたが最下位、2部降格。同期には土本恭平がいた。1部リーグ通算で6試合8打数無安打。大学を卒業して母校・常総学院高校でコーチとなり、2016年から野球部長を務める。
部長としては最初は自分を過小評価していたが言動や行動を改めたところ褒められることが多くなり、木内幸男監督から認められ、木内幸男監督自身から『こいつ(松林)の言う事聞いておけば大丈夫だ』と言う通り選手からも絶大な信頼を得ている。
木内の没後、遺族から選手権優勝時のウイニングボール手渡され、「いつまでも価値のあるボールにしたい」と語った。

## エピソード
第85回全国高等学校野球選手権大会決勝戦では自身がウイニングボールとなるファーストゴロを掴んでいる。